# 迪尔万
迪尔万（Dhilwan），是印度旁遮普邦Kapurthala县的一个城镇。总人口7980（2001年）。

## 人口
该地2001年总人口7980人，其中男性4174人，女性3806人；0—6岁人口920人，其中男530人，女390人；识字率67.62%，其中男性为71.66%，女性为63.19%。